# Dollar des Îles Salomon
Le dollar des Salomon est la monnaie des Salomon depuis 1975. 

La monnaie est généralement représentée par le symbole du dollar $, et parfois par le symbole SI$ pour la distinguer des autres monnaies libellées en dollar. Le dollar des Salomon est divisé en 100 cents.